# Дантас Баррето, Эмидио
Эмидио Дантас Баррето (порт. Emídio Dantas Barreto; 1850, Бон-Конселью, штат Пернамбуку —1931, Рио-де-Жанейро) — бразильский военный, политический и государственный деятель, прозаик. Генерал. Военный министр Бразилии (1910—1911). Член Бразильской академии литературы (1910—1931).

## Биография

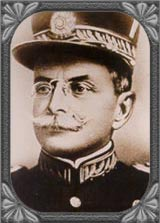
Генерал Э Дантас Баррето

Кадровый военный. В юности вступил в армию Бразильской империи. Участвовал в Парагвайской войне, подавлении восстания бразильского военно-морского флота (1893—1894).
В 1897 году в чине подполковника командовал бригадой во время Канудосской войне.
Во время правления президента Э. да Фонсеки занимал пост военного министра (с 15 ноября 1910 по 12 сентября 1911). Будучи руководителем военного ведомства столкнулся с серьезными проблемами: во-первых, так называемой революцией да Чибата, когда, в основном, темнокожие моряки главных судов ВМФ в ноябре 1910 года подняли мятеж против телесных наказаний, которые всё ещё применялись на бразильском флоте и угрожали бомбардировкой столицы, тогда Рио-де-Жанейро. Тогда мятеж был подавлен правительством и частичной амнистией участников.
Однако в декабре того же года вспыхнуло новое восстание морских пехотинцев на острове в заливе Гуанабара. Несколько экспедиций отправленных туда, не принесли никакого успеха, что привело к его отставке.
С 19 декабря 1911 по 18 декабря 1915 года был губернатором штата Пернамбуку. Сенатор Бразилии. Баллотировался на пост президента Бразилии.

## Творчество
Автор ряда научных работ, военных исследований и исторических романов, оставил обширную информацию о военных кампаниях Бразилии того периода.

## Избранные произведения
- A condessa Hermínia (1883)
- Lucinda e Coleta (1883)
- Margarida Nobre (1886)
- A última expedição de Canudos (1898)
- Acidentes da guerra
- Operações de Canudos (1915)
- Expedição a Mato Grosso
- A revolução de 1906 (1907)
- Impressões militares (1910)
- A destruição de Canudos, (1912)
- Discurso político (1912)
- Conspirações (1917).